# Guttermouth
Guttermouth ist eine Punkrock-Band aus Huntington Beach (Kalifornien, USA).

## Geschichte
Die Band wurde 1988 gegründet, als Marc Adkins seine Band Republic verließ und in Derek Davis’ Band Critical Noise einstieg. Später nannten sie sich in Guttermouth um, nahmen einige Wechsel in der Besetzung vor und unterschrieben beim Label Nitro Records, welches Bryan Dexter Holland, dem Sänger von The Offspring gehört. 2000 wechselten sie zu Epitaph Records, wo sie bis jetzt die drei Alben Covered with Ants (2001), Gusto (2002) und Eat Your Face (2004) aufgenommen haben. 2006 erschien bei Volcom Entertainment das Album Shave the Planet, welches jedoch nicht in Deutschland veröffentlicht wurde.

## Diskografie

### Alben
- 1991: Full Length LP (Dr Strange Records)
- 1994: Friendly People (Nitro Records)
- 1996: Teri Yakimoto (Nitro Records)
- 1996: The Album Formerly Known as Full Length LP – reissue (Nitro Records)
- 1997: Musical Monkey (Nitro Records)
- 1998: Live from the Pharmacy (Nitro Records)
- 1999: Gorgeous (Nitro Records)
- 2001: Covered with Ants (Epitaph Records)
- 2002: Gusto (Epitaph Records)
- 2004: Eat Your Face (Epitaph Records)
- 2006: Shave the Planet (Volcom Entertainment)

### EPs / Splits
- 1990: Balls
- 1991: Puke
- 1993: 11oz
- 2000: Chicken & Champagne (Split mit Mach Pelican)